# Kopřivka obecná

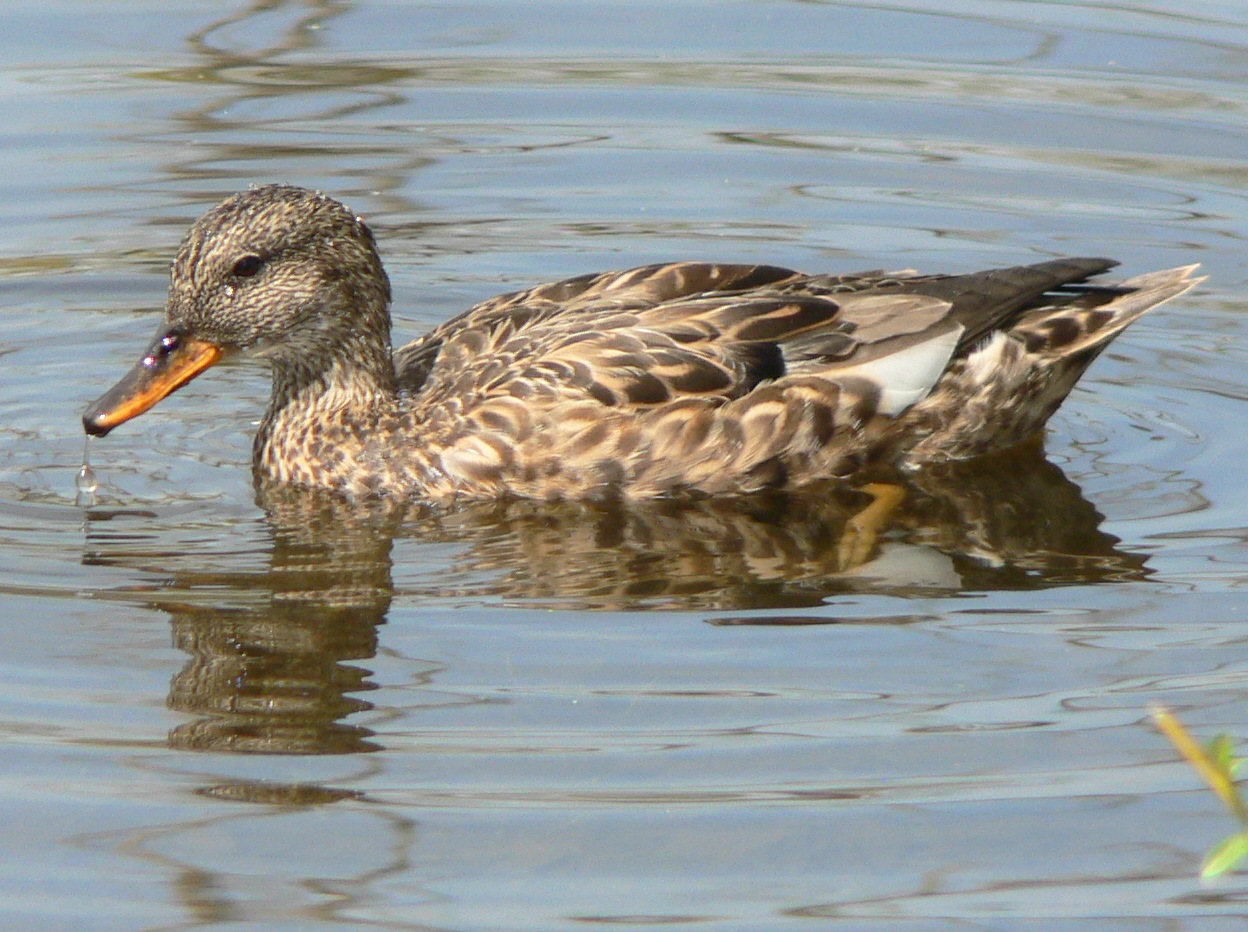
Samice

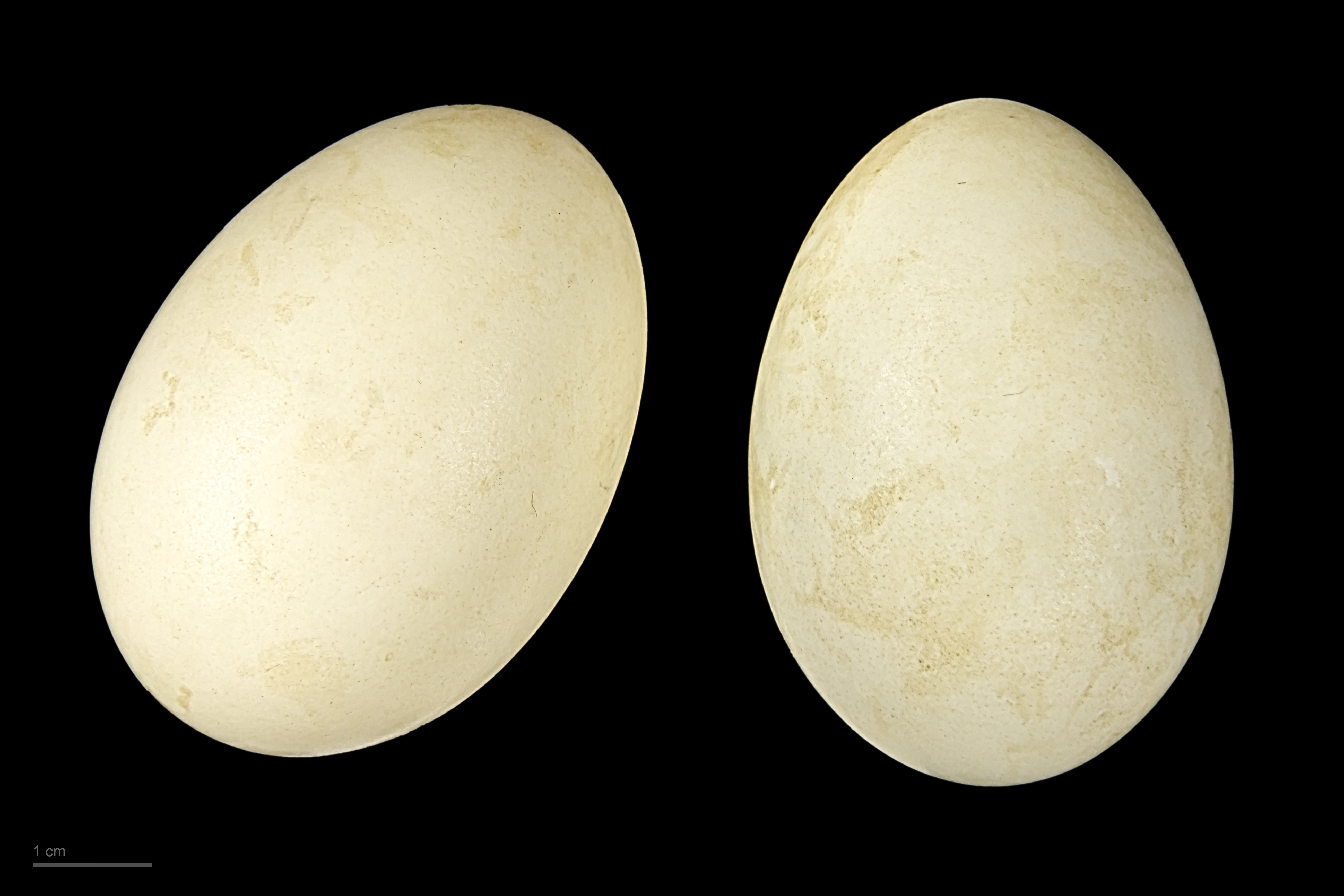
Mareca strepera

Kopřivka obecná (Mareca strepera) je hojně rozšířená menší plovavá kachna.

## Popis
Kopřivka obecná dorůstá 46–56 cm a v rozpětí křídel měří 78–90 cm. Samec ve svatebním šatě je nápadný svým převážně šedým opeřením, světle hnědou hlavou, tmavým zobákem a kostřcem a výrazným bílým zrcátkem, které je dobře viditelné především v letu. V prostém šatě se podobá spíše samici, která je celá světle hnědá s nažloutlým zobákem. Bývá také často zaměňována se samicemi kachny divoké, na rozdíl od které dorůstá viditelně menších rozměrů a na místo světle modrého má stejně jako samec bílé zrcátko.

## Rozšíření a početnost
Kopřivka obecná žije na rozsáhlém území Evropy, Asie a Severní Ameriky. Její globální populace je stále velmi početná, v roce 2004 čítala odhadem 3 800 000–4 400 000 jedinců. Je převážně tažná a na zimu migruje do jižnějších oblastí s mírnějším klimatem. Pravidelně a nepočetně se vyskytuje také na území České republiky, ve větším počtu ji lze na českém území zastihnout především v létě a při průtahu, ojediněle zůstává i přes zimu. Na českém území hnízdí přibližně 1 500–30 000 párů a zimuje pouze 50–100 jedinců.

## Ekologie
K životu preferuje větší vodní plochy, vlhké pastviny nebo močály s hustým vegetačním porostem. Vyskytuje se zpravidla samotářsky nebo v párech, při migracích a hnízdění se často shlukuje do menších skupin. Ozývá se vesměs málo výraznými hlasovými projevy, samec nejčastěji hlubokým „erp“, samice kvákavým „rek rek“. Živí se převážně vodními rostlinami, které někdy získává tzv. panáčkováním, v létě je v jejím jídelníčku zastoupen také drobný vodní hmyz, který zpočátku požírají i její mláďata.
Hnízdo si staví na zemi a obvykle bývá dobře ukryté v porostu rákosů nebo jiných vodních rostlin. Snáší obvykle 7–13 lehce nažloutlých vajec, na kterých sedí oba rodiče po dobu 26 dní.

## Poddruhy
U kopřivky obecné rozeznáváme celkem dva poddruhy. První, A. s. strepera, je zastoupen na většině dnešního areálu rozšíření, druhý A. s. couesi vyhubený během 19. století, se vyskytoval na ostrovech Washington, New York a Line Islands v Tichém oceánu.